# Classe Oslo
La classe Oslo est une classe de frégate de la marine royale norvégienne, basée sur les escortes de destroyers Dealey de l'US Navy. La coque avant a été personnalisée pour mieux s'adapter aux conditions de mer norvégiennes (franc-bord plus élevé) et plusieurs sous-systèmes ont été construits en Europe.

## Construction
Tous les navires ont été construits au Navy Main Yard à Horten, en Norvège, entre 1964 et 1966. La construction des navires faisait partie du programme de reconstruction de la marine, approuvé par le gouvernement norvégien en 1960. La moitié des dépenses du projet ont été financées par les États-Unis dans le cadre du Programme d'assistance de défense mutuelle (MDAP) (un programme qui a fonctionné depuis son adoption par le Congrès en octobre 1949 jusqu'en 1967-1968).

## Modernisation
À la fin des années 1970, la classe a reçu un nouvel armement, notamment les lanceurs de torpilles Penguin, RIM-7 Sea Sparrow et Mark 32. Une autre modernisation a été réalisée dans les années 1980.
En 1995 et 1996, après que le HNoMS Oslo eut subi une panne de moteur, puis sombra après avoir navigué par mauvais temps, le reste de la classe fut à nouveau modernisé. Les coques ont été renforcées, ce qui a augmenté le déplacement de 200 tonnes.
Tous les membres de la classe d'Oslo sont maintenant à la retraite, le HNoMS Narvik étant conservé comme navire-musée. La classe Oslo a été remplacée par la classe Nansen. Ce remplacement a commencé à la mi-2006.

## Navires
Cinq frégates de cette classe ont été construites. Toutes ont été modernisées au cours de la période 1987–1990. Ils portent le préfixe KNM (Kongelig Norske Marine, signifiant marine royale norvégienne) en norvégien et HNoMS (His Norwegian Majesty's Ship) en anglais.
| Nom             | numéro Fanion | Lancé le         | Mis en service   | Désarmé       |
| --------------- | ------------- | ---------------- | ---------------- | ------------- |
| HNoMS Oslo      | F300          | 17 janvier 1964  | 29 janvier 1966  | Coulé en 1994 |
| HNoMS Bergen    | F301          | 23 août 1965     | 22 juin 1967     | 3 août 2005   |
| HNoMS Trondheim | F302          | 4 septembre 1964 | 2 juin 1966      | Juin 2006     |
| HNoMS Stavanger | F303          | 4 février 1966   | 8 décembre 1967  | Juin 1998     |
| HNoMS Narvik    | F304          | 8 janvier 1965   | 30 novembre 1966 | 1er août 2007 |

### Oslo

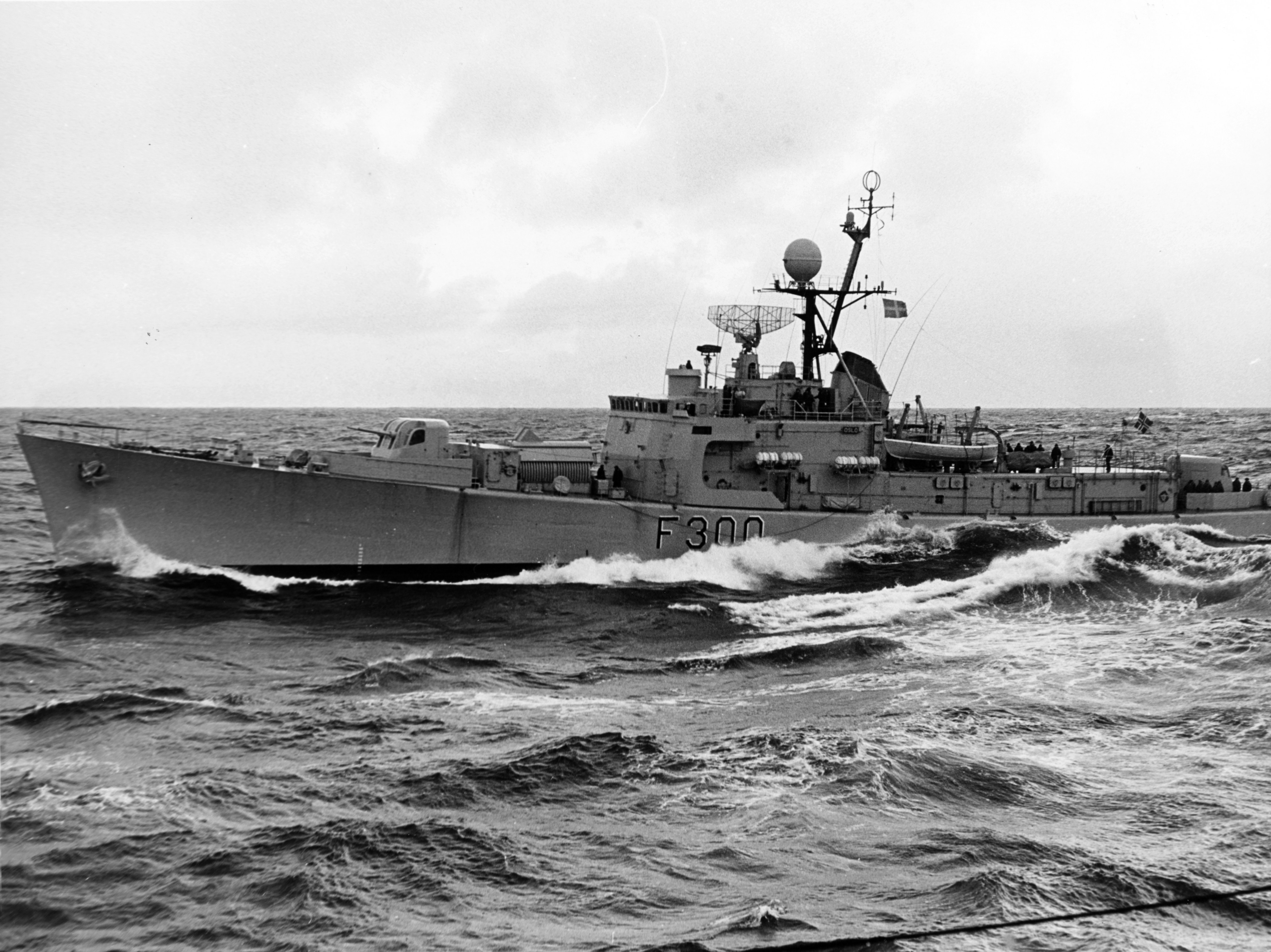
Oslo dans l'Atlantique Nord, octobre 1971

Le navire de tête, Oslo, s'est échoué près de l' île de Marstein le 24 janvier 1994. Un officier a été tué dans l'accident. Le lendemain, le 25 janvier, il a été prise en remorque. Il a coulé le même jour à Korsfjorden près de Steinneset dans le comté d'Austevoll.

### Stavanger
Stavanger a été mis hors service en 1998. Il a ensuite été utilisé pour la pratique de cible et coulée en 2001 par une seule torpille DM2A3 lancée depuis la classe Ula Utstein (S 302).

### Bergen

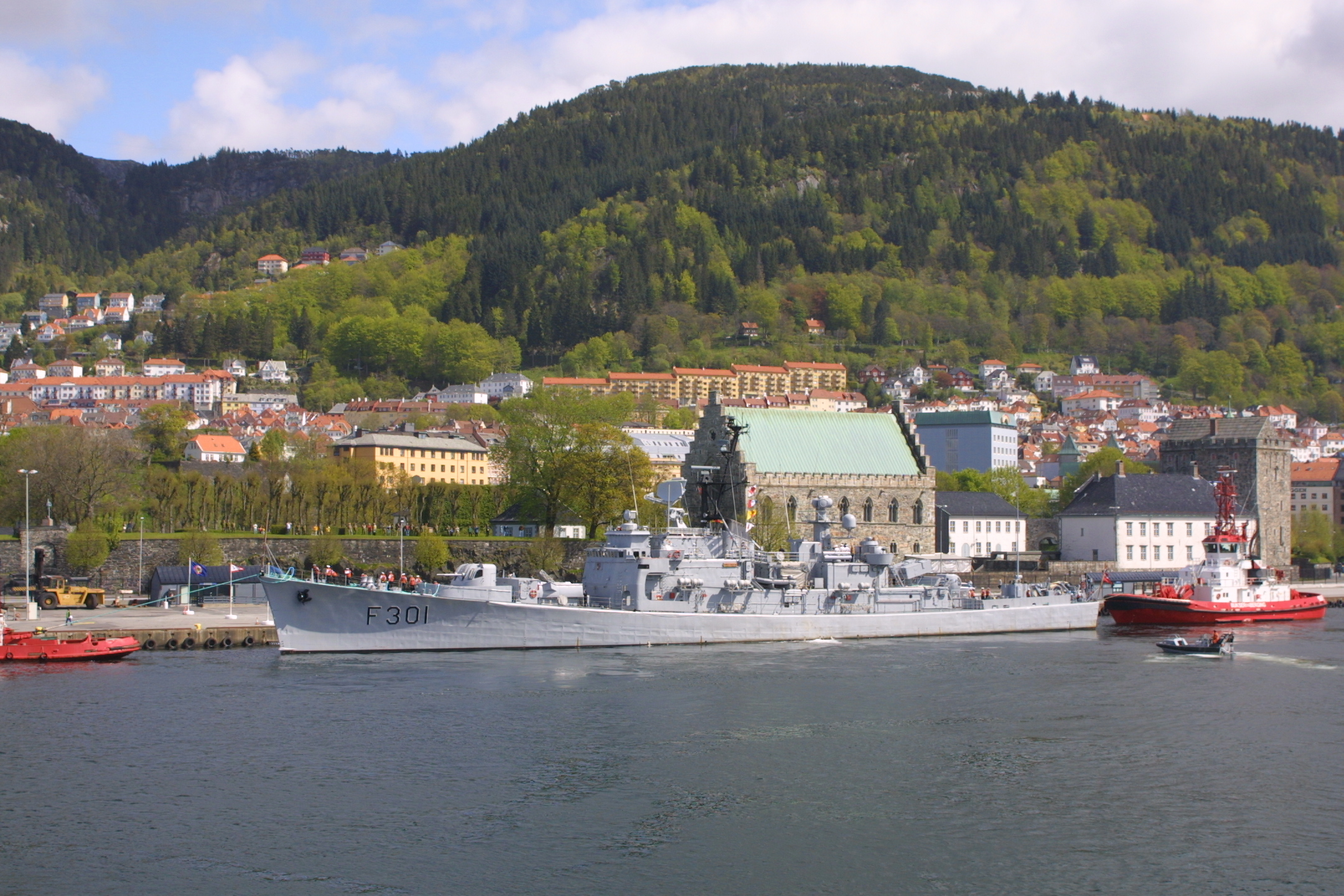
Le Bergen dans sa ville éponyme pour la dernière fois avant d'être déclassée en 2005.

Le Bergen a été mis hors service en août 2005.

### Trondheim
Le 17 mars 2006 à 20h10 CET, Trondheim s'est échoué au large de l'île Lines à Sør-Trøndelag . Aucun blessé parmi les 121 hommes d'équipage n'a été signalé. L'incident a été signalé depuis le navire lui-même, et à 20h30, il s'est détaché à nouveau. L'eau a inondé deux compartiments (stockage de peinture et salle des pompes avant) du navire. Les compartiments ont été scellés et trois navires ont été envoyés pour aider la frégate. La frégate a été remorquée jusqu'au port de Bergen par le navire de la garde côtière NoCGV.
HNoMS Trondheim a été utilisé après sa mise hors service en tant que navire cible. Le 5 juin 2013, elle a été gravement endommagée lors d'un test du système de missiles Naval Strike de conception norvégienne au large de l'île d' Andøya.

### Narvik
Narvik, le dernier navire actif de la classe, a été transféré au Musée de la marine royale norvégienne à Horten en tant que navire musée.

## Voir également
- Classe Nansen
- Liste des navires de la Marine royale norvégienne